# 2月29日
2月29日是公历闰年中的第60天，离全年的结束还有306天。
2月29日不在普通年份（平年）中出现，只在闰年中出现。通常西元年份可以被4整除的是闰年，但實際天體運行，並不能夠單純地以「四年一閏」方式解決。年份能被100整除，但不能被400整除的，則不算閏年。例如1600年及2000年是閏年，而1700年、1800年及1900年則不是。

## 大事记

### 20世紀以前
- 632年：中国唐朝开设律学，培养法律人才。
- 1504年：西班牙探險家克里斯多福·哥倫布在牙買加觀測到月食，並以此恐嚇當地原住民。
- 1704年：安妮女王戰爭：法国和印第安人的联军摧毁了马萨诸塞的城镇迪尔菲尔德，50多名英国移民被杀。
- 1720年：瑞典女王乌尔丽卡·埃莉诺拉宣布放弃王位，由丈夫弗雷德里克一世继任国王。
- 1848年：《共产党宣言》第一次以单行本形式用德文在伦敦出版。
- 1896年：意大利侵略埃塞俄比亚：阿杜瓦战役开始。

### 20世紀
- 1912年：曹锟受袁世凯指使制造北京兵变。
- 1920年：捷克斯洛伐克脱离奥匈帝国后通过第一部宪法。
- 1932年：國際聯盟的李頓調查團抵達日本橫濱港，目的是調查九一八事變。
- 1936年：美国国会通过《中立法案》。
- 1940年：美国导演维克托·弗莱明执导的《乱世佳人》获得奥斯卡金像奖十项大奖。
- 1948年：国共内战：宜川战役开始。
- 1960年：中国首次派船到印度尼西亚，接载2100名在当地遭到迫害的华侨返国。
- 1960年：摩洛哥蘇斯-馬塞大區首府阿加迪爾發生MW 5.8地震，造成至少1.2萬人死亡。
- 1968年：意大利左翼學生遊行示威，要求改革教育制度。
- 1972年：越南战争：南韓撤離11,000步兵。
- 1980年：上海与美国波特兰港正式通航。
- 1980年：中国共产党通过《关于为刘少奇同志平反的决议》。
- 1996年：秘魯一架波音737客機於安地斯山脈墜毀（英语：Faucett Flight 251），123人罹難。
- 2000年：盈科數碼動力收購香港電訊，改名電訊盈科。

### 21世紀
- 2004年：随着海地叛军发动政变，海地总统让-贝特朗·阿里斯蒂德宣布辞去总统职务。
- 2008年：中国北京首都国际机场3号航站楼正式投入运营，成为世界单体面积最大的航站楼。
- 2012年：世界最高自立式电视塔東京天空樹竣工，高634米。
- 2024年：加薩走廊一群難民在領取救濟物資時遭到以色列國防軍槍擊並引發踩踏，造成118人死亡、760人受傷。

## 出生
- 1468年：教宗保祿三世，羅馬主教（1549年逝世）
- 1792年：焦阿基诺·罗西尼，意大利作曲家（1868年逝世）
- 1808年：休·法康納，蘇格蘭地理學家、植物學家、古生物學家（1865年逝世）
- 1828年：島田魁，日本幕末武士，新選組第二隊伍長（1900年逝世）
- 1860年：赫爾曼·何樂禮，德裔美國統計學家、發明家（1929年逝世）
- 1896年：莫拉爾吉·德賽，印度政治家，金氏世界紀錄史上最高齡的總理（1995年逝世）
- 1908年：巴尔蒂斯，法國藝術家，20世紀具象繪畫大師（2001年逝世）
- 1928年：西摩爾·派普特，美國數學家（2016年逝世）
- 1936年：傑克·洛斯馬，美國宇航員
- 1940年：原田芳雄，日本男演員（2011年逝世）
- 1940年：鄧蓮如，香港及英國政治家，前行政局首席非官守議員
- 1944年：麥嘉，香港電影導演、演員、編劇
- 1948年：赤川次郎，日本小說家
- 1964年：詹姆斯·奧格威，英國園景設計師，安格斯·奥格威爵士與肯特的雅麗珊郡主的長子
- 1968年：飯島直子，日本演員
- 1972年：佩德羅·桑切斯，西班牙政治人物，現任西班牙首相
- 1980年：布志綸，香港樂隊Mr.成員
- 1980年：邵崇柏，臺灣男演員、強辯樂團鼓手
- 1980年：吳宇衛，英國歐亞裔主持人、作者、演員
- 1980年：辻村深月，日本女性小說家
- 1984年：吉岡聖惠，日本樂隊生物股長主唱
- 1984年：莉娜·雷恩，音樂作曲家
- 1988年：徐佳琦，香港模特兒
- 1988年：張辰亮，中國科普作者
- 1988年：孫秀賢，韓國女演員
- 1988年：貝尼迪克特·赫韋德斯，德國職業足球運動員
- 1996年：瑞斯·普雷斯科德，英國男子田徑運動員特
- 2000年：費蘭·托雷斯，西班牙職業足球運動員
- 2000年：泰里斯·哈利伯頓，美國職業籃球運動員
- 2004年：莉迪亞·雅各比，美國女子游泳運動員
- 2008年：松本麗世，日本演員、模特兒
- 生年不詳：鄭梓靈，香港愛情小說作家

### 法律規定
由於2月29日為閏日，只在閏年出現，出生於這一天的人在平年沒有閏日的情況下，可能會以2月28日或3月1日作為他們的生日，部分的人會產生4年才有一次生日的錯覺。而部份國家或地區的法律亦有提及他們法定的生日：

#### 中華民國（臺灣）
2月29日相當日之前一日是2月28日時，根據《中華民國民法》第一編總則、第五章「期日及期間」之第121條規定：
以日、星期、月或年定期間者，以期間末日之終止，為期間之終止。
期間不以星期、月或年之始日起算者，以最後之星期、月或年與起算日相當日之前一日，為期間之末日。但以月或年定期間，於最後之月，無相當日者，以其月之末日，為期間之末日。

#### 香港
根據《香港法例》第410章，成年歲數（有關條文）條例第5條：
1. 一個人在他的某個歲數生日開始之時即年滿該歲數。
2. 一個人如在閏年二月二十九日出生，則在閏年以外的其他年份，須以三月一日作為他的生日。
3. 本條只適用於在本條例生效日期之後的生日。

## 逝世
- 992年：伍斯特的奧斯瓦爾德，約克大主教（生年不詳）
- 1212年：法然，日本平安時代至鎌倉時代僧人（1133年出生）
- 1712年：約翰·康拉德·派亞，瑞士解剖學家（1653年出生）
- 1868年：路德维希一世，巴伐利亚国王（1786年出生）
- 1896年：阿爾布雷希特·馮·施托施，德國將領（1818年出生）
- 1904年：亨利·約瑟夫·阿納斯塔斯·佩羅坦，法國天文學家（1845年出生）
- 1984年：費驊，中華民國政治人物，曾任中华民国财政部长（1912年出生）
- 2004年：鏡里喜代治，日本相撲力士，第42代橫綱（1923年出生）
- 2008年：山田晶，日本哲學研究者（1922年出生）
- 2024年：阿里·哈桑·姆維尼，坦尚尼亞政治人物，第2任坦尚尼亞總統（1925年出生）
- 2024年：布萊恩·穆爾羅尼，加拿大律師、商人、政治家，第18任加拿大總理（1939年出生）

## 节假日和习俗
- 閏日，與閏年相同。國際定義一年為365天，而在閏年則多出一日。因此那一天也稱為閏日[6][7]。
- 國際罕見病日
- 愛爾蘭光棍節（英语：Bachelor's Day (tradition)）